# جون كورتيز
جون كورتيز (بالإنجليزية: John Cortez)‏ هو لاعب كرة قدم أمريكي في مركز الدفاع، ولد في 9 مارس 2004 في ريدجوود في الولايات المتحدة.